# Ulica 10 Lutego w Gdyni
Ulica 10 Lutego – jedna z najstarszych gdyńskich ulic, znajdująca się w dzielnicy Śródmieście.
Jest reprezentacyjną ulicą (kategoria: droga powiatowa) Śródmieścia Gdyni. Wspólnie z ulicą skwer Kościuszki i aleją Jana Pawła II jest wizytówką Gdyni. Skrzyżowanie z ulicami Świętojańską i skwerem Kościuszki jest punktem centralnym Gdyni.
Została nazwana dla upamiętnienia daty symbolicznych zaślubin Polski z morzem 10 lutego 1920.
Każdego roku, począwszy od 2003 w dniu 11 listopada na ulicy odbywa się Gdyńska Parada Niepodległości.

## Historia
Ulica została wytyczona w 1908 jako najkrótsza droga z dworca kolejowego do Domu Kuracyjnego (niem. Kurhaus), zlokalizowanego przy dzisiejszym skwerze Kościuszki i dalej do morza. Obsadzony drzewami piaszczysty trakt o szerokości 13 m otrzymał nazwę Kurhausstrasse (pol. Kuracyjna). Z biegiem czasu ulica zaczęła być zabudowywana obiektami służącymi wypoczynkowi letników, takimi jak nieistniejąca obecnie gospoda Johanna Plichty, w której zatrzymał się Stefan Żeromski (obecnie znajduje się w tym miejscu Infobox), czy zachowany dom wójta Jana Radtkego, z charakterystyczną narożną wieżyczką.
Po uzyskaniu przez Gdynię praw miejskich ulica stała się jedną z najbardziej reprezentacyjnych ulic miasta, na której odbywały się wojskowe defilady, oficjalne uroczystości czy pochody robotników. W tym czasie wybudowano przy niej kolejno budynki poczty, Banku Polskiego (styl neoklasycystyczny) i ZUS (po wojnie siedziba PLO), którego charakterystyczne opływowe kształty stały się wyznacznikiem stylu architektonicznego zwanego gdyńskim modernizmem. 
Podczas okupacji Niemcy zmienili nazwę ulicy na Hermann-Göring-Straße. Budynek Banku Polskiego przeznaczono na siedzibę Reichsbanku (Banku Rzeszy).
W marcu 1946 kilku miejskich radnych wystąpiło z inicjatywą przemianowania ulicy na aleję Zwycięstwa, którą to nazwę nadano ostatecznie głównej trasie do Gdańska.
W 2020 opublikowano wyniki konkursu na zagospodarowanie narożnika z ul. Świętojańską. Przewidywana jest tu realizacja 7-piętrowego biurowca z ogólnodostępnym tarasem widokowym na dachu, według projektu pracowni architektonicznej 3MA z Gdyni. Rozpoczęcie inwestycji, wartej 35 mln zł, ma nastąpić w połowie 2021 roku.

## Ważniejsze obiekty
- dom ówczesnego wójta Gdyni – Jana Radtkego z 1912, ul. 10 Lutego 2
- kamienica Bolesława i Genowefy Orłowskich (5), do 2021 funkcjonował tu najdłużej działający zakład fryzjerski w Gdyni (salon fryzjerski Rococo; nieprzerwanie od 1925, kiedy został otwarty na pl. Kaszubskim, w 1928 przeniesiony na 10 Lutego, od 1942 w obecnej lokalizacji)[7]
- gmach głównego Urzędu Pocztowego (10)[8]
- dom handlowy Batory z 1998 (11)
- centrum handlowo-biznesowe Centrum Kwiatkowskiego z 2004 (16)
- b. budynek ZUS, siedziba Polskich Linii Oceanicznych, ob. Urzędu Miejskiego (24)
- kamienica Antoniny Szydarowskiej (25)
- budynek szkolny (26), dawna siedziba Szkoły Podstawowej nr 1 (od 1928), a następnie Gimnazjum nr 1 i XVII LO, przeniesionego w czerwcu 2019 na Wiczlino[9]; docelowo przewiduje się tu lokalizację Centrum Nowoczesnego Seniora[10], natomiast w 2022 obiekt wynajął Kościół Chrześcijan Baptystów[11]
- zespół mieszkaniowy BGK, oficjalny adres: ul. 3 Maja 27-31
- klasycystyczny gmach Banku Polskiego z 1929 roku, o powierzchni 2,5 tys. m kw., ma kształt litery L, z głównym wejściem z obrotowymi drzwiami w narożnym podcieniu od zbiegu ulic 10 Lutego i 3 Maja. Autorem projektu (odwołującym się do dwóch stylów: klasycyzmu i neorenesansu) był znany architekt Stanisław Filasiewicz. Przez dziesięciolecia pełnił funkcję siedzib kolejnych banków, a jego prawe skrzydło zamieszkiwali pracownicy kadry kierowniczej. W 1984 obiekt wpisano do rejestru zabytków. Do połowy 2003 roku w gmachu mieścił się bank Millenium, od tamtej pory obiekt nie posiadał użytkownika[12]. Na początku 2017 przejęty przez firmę Moderna, która zamierzała dobudować dwie dodatkowe kondygnacje, na co nie zgodził się konserwator zabytków. Od 2019 właściciel podjął pracę nad renowacją budynku[13]

## Galeria

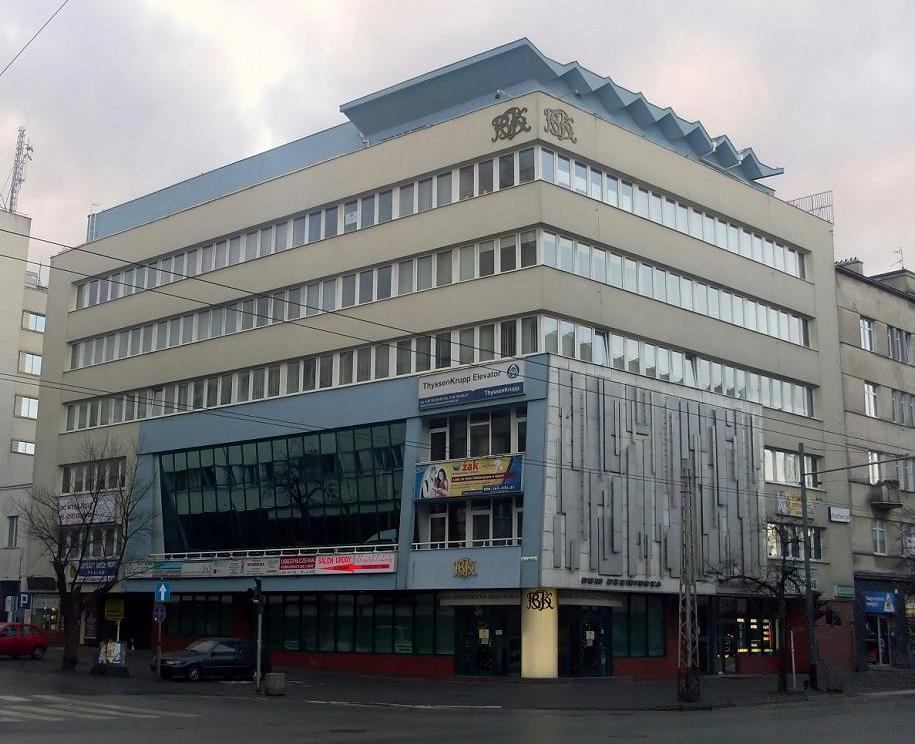
Dom Rzemiosła
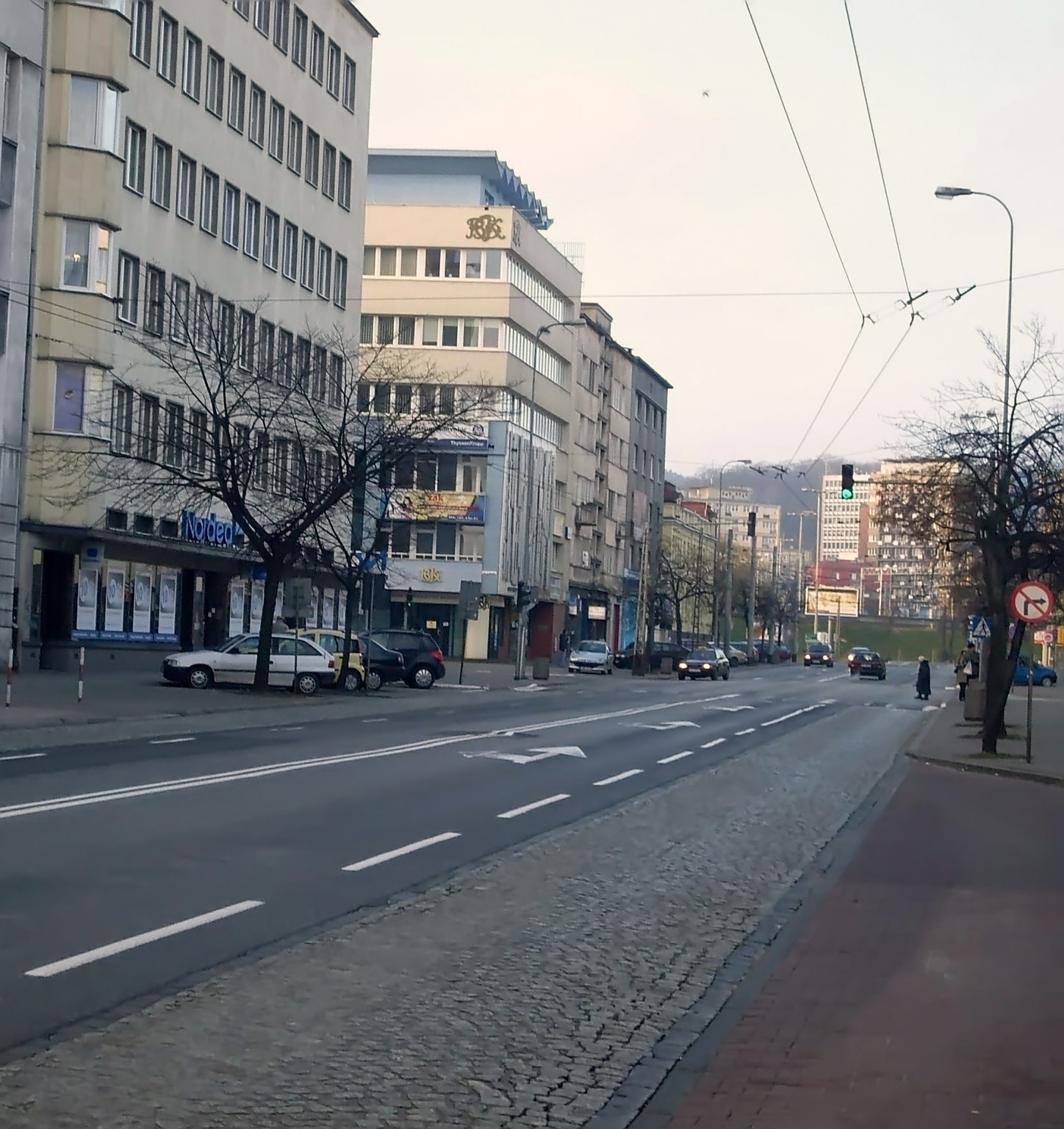
10 Lutego w stronę dworca Gdynia Główna
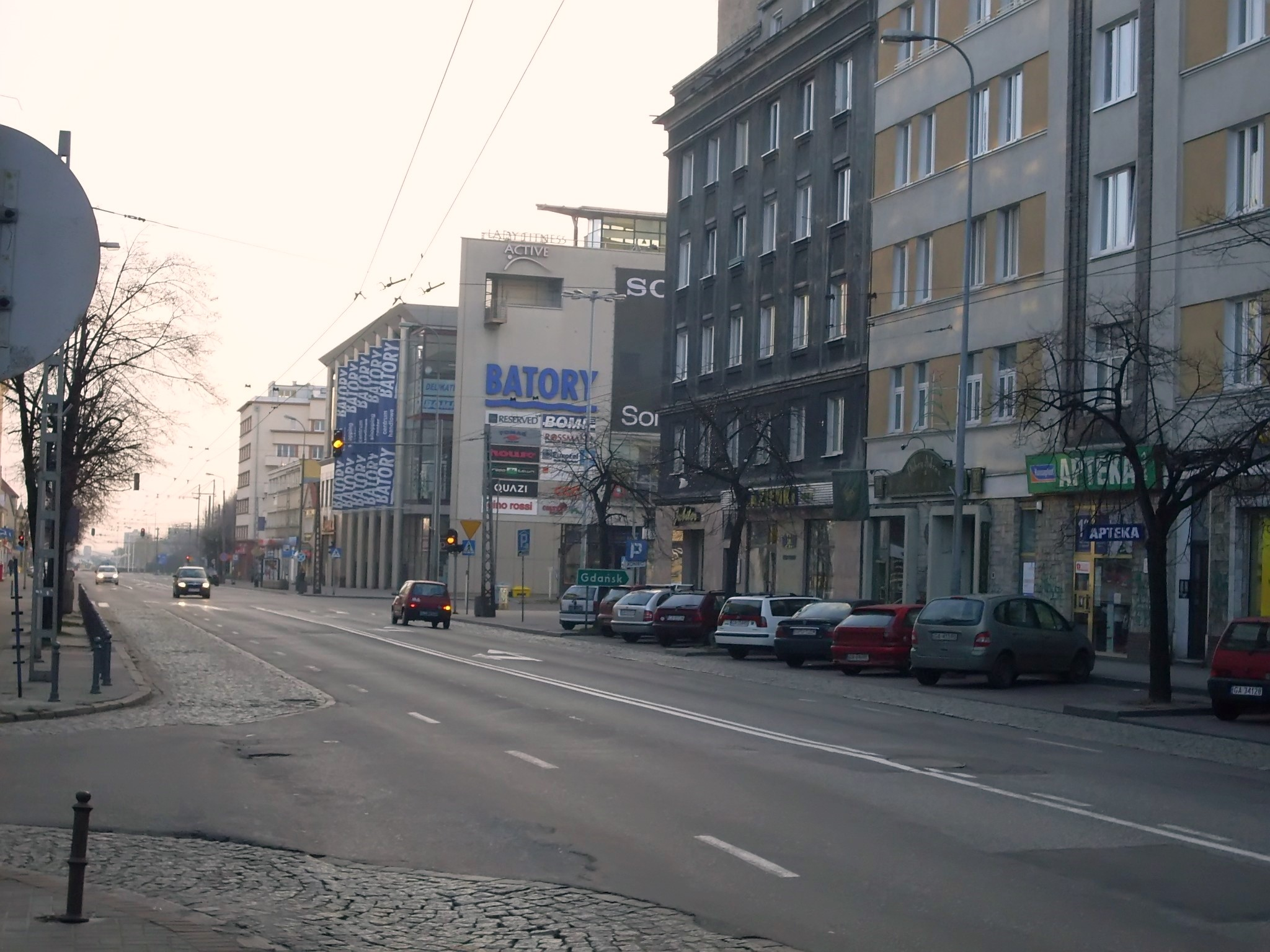
10 Lutego w stronę Świętojańskiej
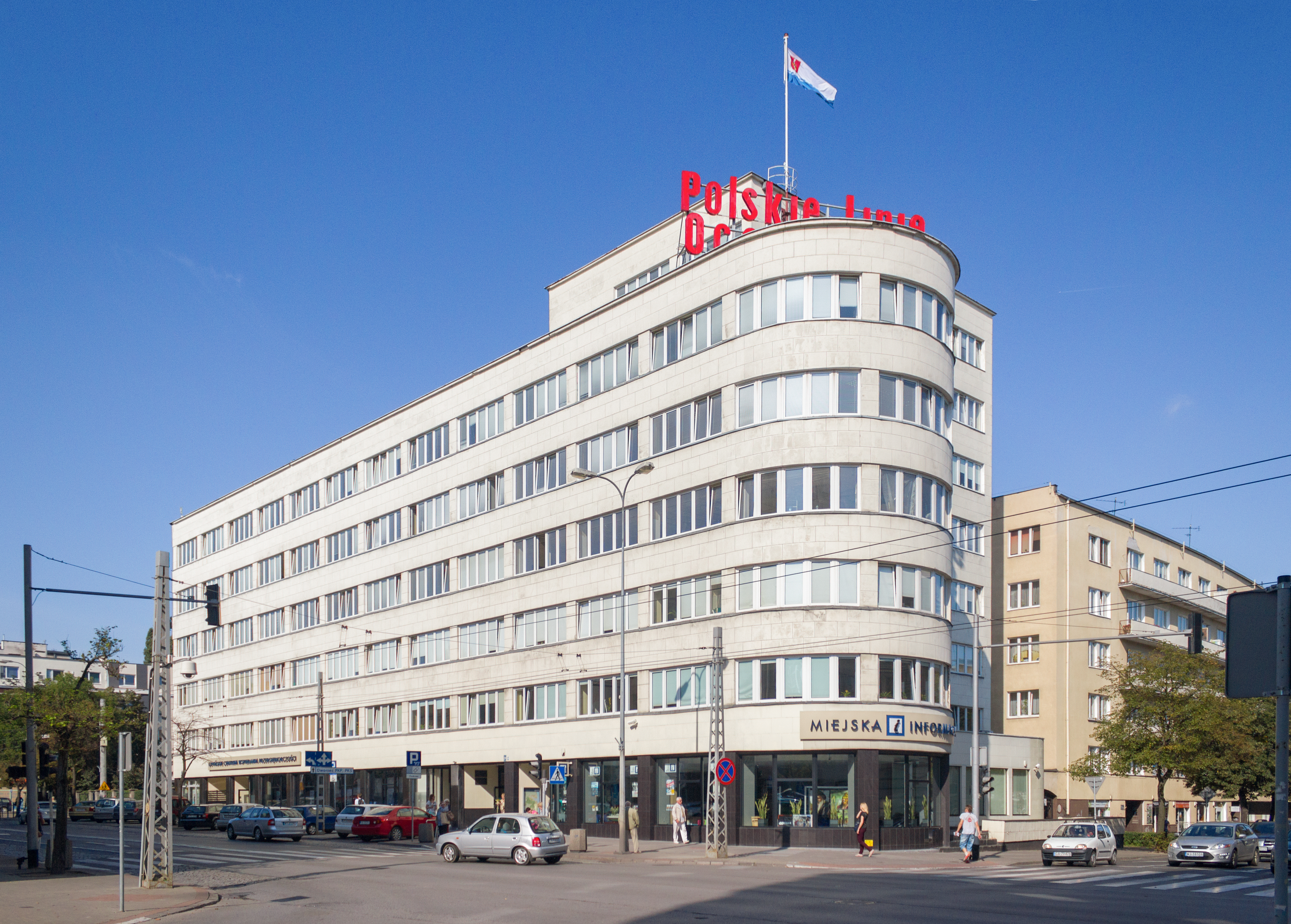
Budynek biurowy byłego ZUS/PLO w Gdyni, obecnie własność Urzędu Miejskiego
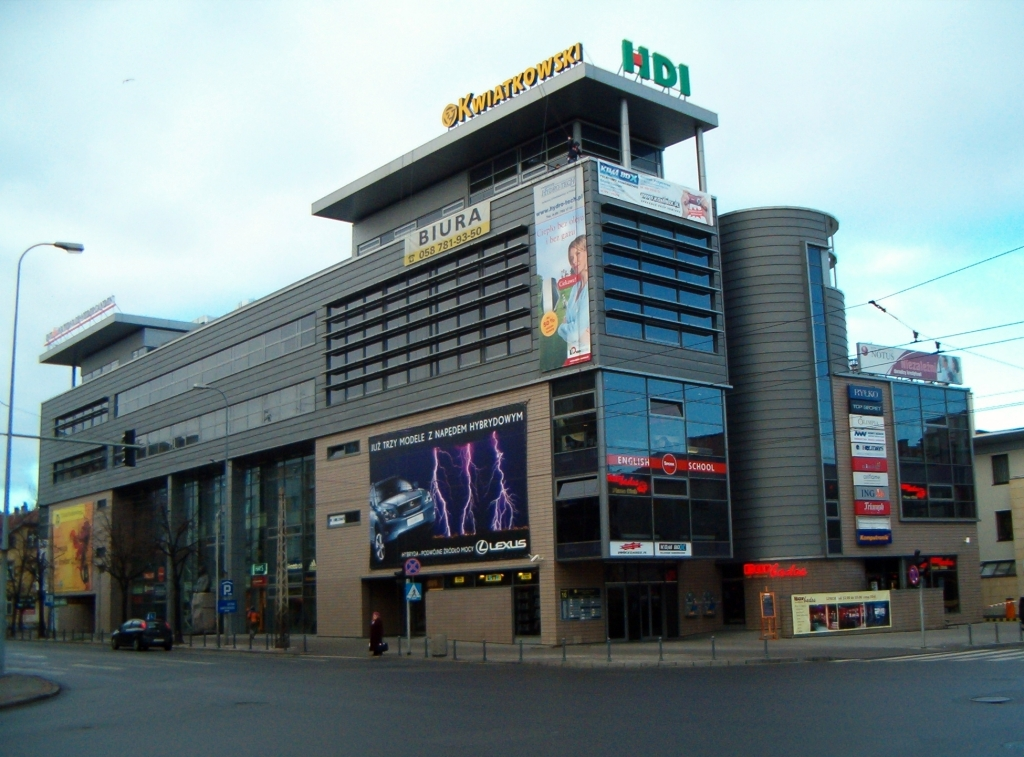
Centrum Kwiatkowskiego
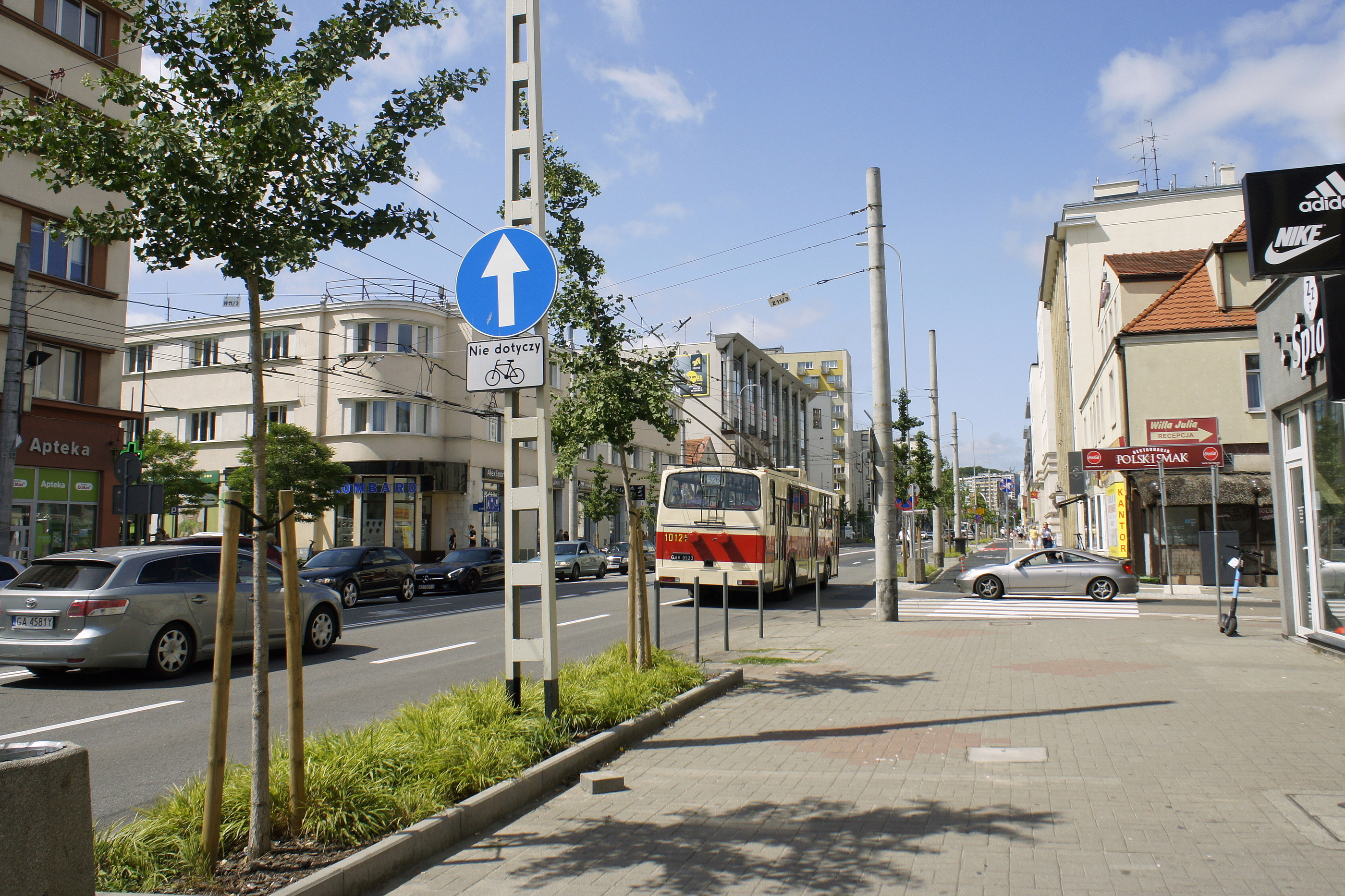
Zabytkowy trolejbus na linii wakacyjnej "326"
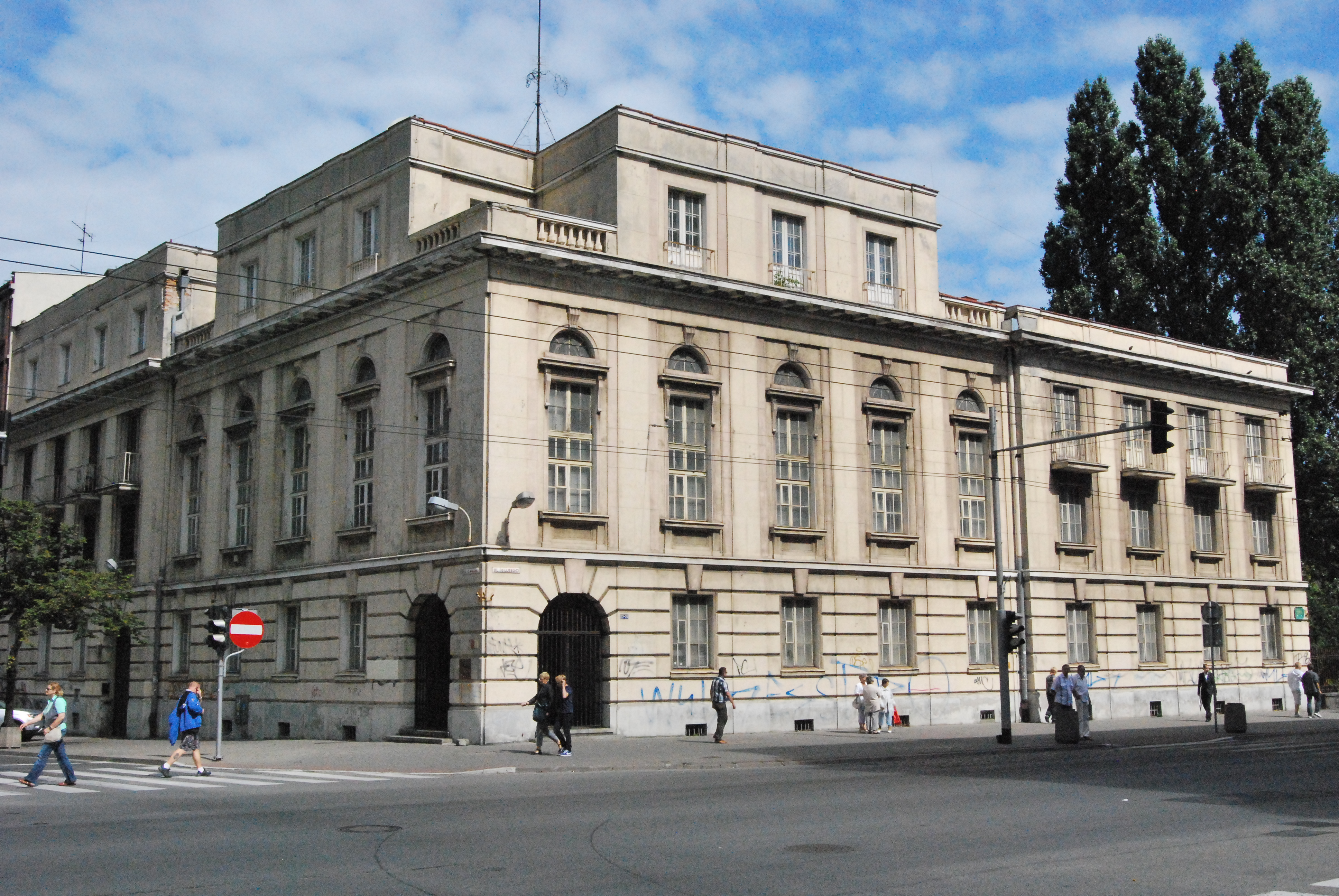
Budynek Narodowego Banku Polskiego
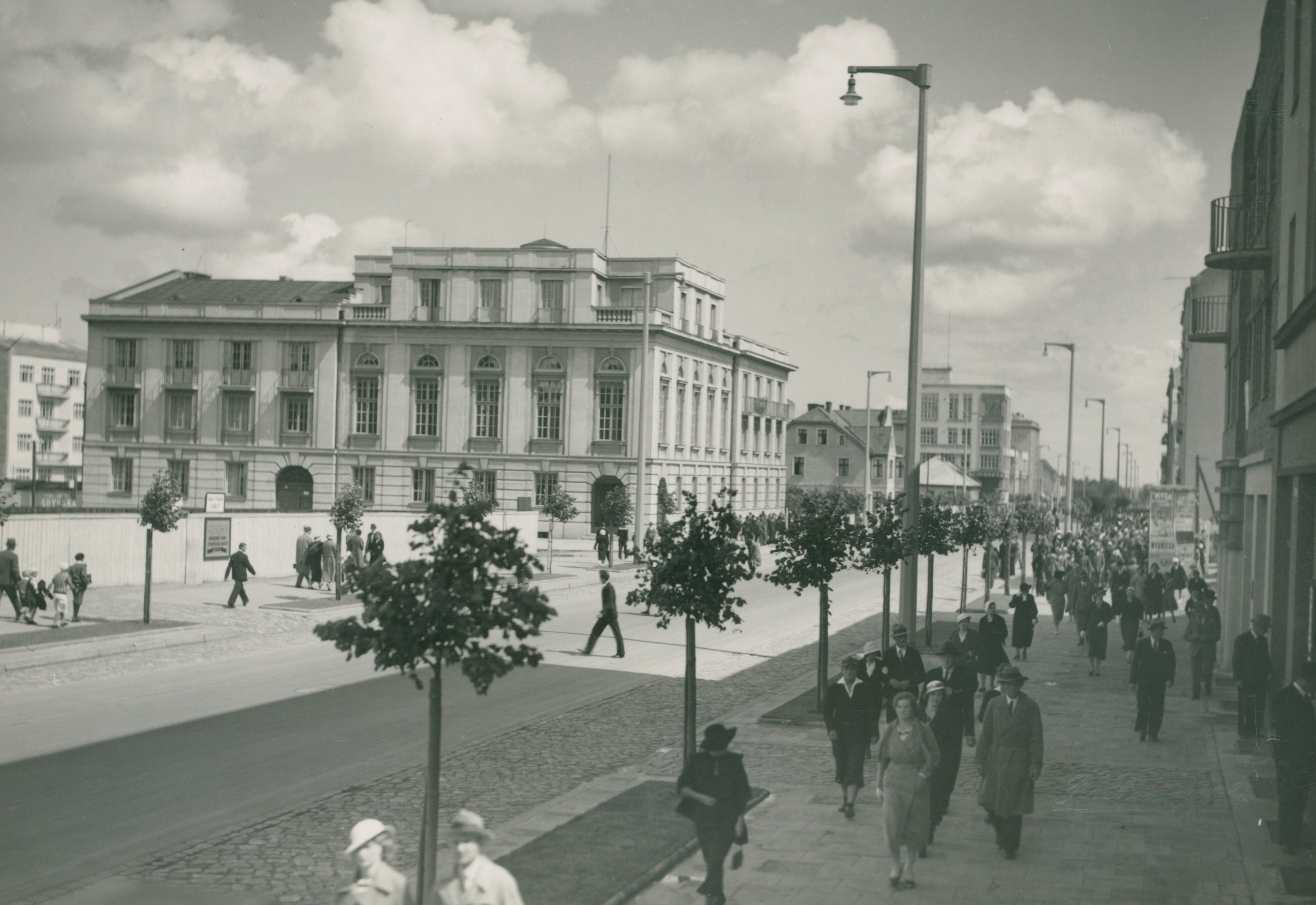
Widok ulicy w 1934